# Johnny McCarthy
John Joseph "Johnny" McCarthy (Búfalo, 25 de abril de 1934-Ibidm., 9 de mayo de 2020) fue un jugador y entrenador de baloncesto estadounidense que jugó seis temporadas en la NBA y una más en la ABL, además de entrenar durante una temporada a los Buffalo Braves. Con 1,88 metros de estatura, lo hacía en la posición de base.

## Trayectoria deportiva

### Universidad
Jugó durante cuatro temporadas con los Golden Griffins del Canisius College, en las que promedió 19,0 puntos y 7,5 rebotes por partido. Acabó su carrera como máximo anotador histórico de su universidad, con 1.160 puntos, y como el segundo mejor reboteador, con 457. Estableció además el récord de más tiros libres anotados en un partido, ante Siena.

### Profesional
Fue elegido en la vigésimo quinta posición del Draft de la NBA de 1956 por Rochester Royals, donde jugó una temporada, en la que promedió 6,6 puntos y 2,8 rebotes por partido.
Tras un año en blanco, regresó a las pistas en 1958 ya con el equipo en Cincinnati, ocupando el puesto de titular para jugar su mejor temporada como profesional, promediando 12,9 puntos (segundo del equipo, tras Jack Twyman), 4,8 rebotes y 4,8 asistencias.
Al año siguiente fue traspasado a St. Louis Hawks a cambio de Whitey Bell, Win Wilfong y Tom Hemans, donde jugó tres temporadas, las dos primeras como titular, llegando en ambas a las Finales de la NBA, cayendo en la final de 1960 y la de 1961 ante el mismo rival, los Boston Celtics. En su última temporada en los Hawks perdió la titularidad en favor de Al Ferrari, además de perderse muchos partidos por las lesiones, promediando 3,2 puntos y 4,7 asistencias. En su debut en un partido de playoffs, consiguió un triple-doble, con 13 puntos, 11 rebotes y 11 asistencias, siendo el primer jugador de la historia de la NBA en lograrlo. Años más tarde lo lograrían Magic Johnson en los playoffs de 1980 y LeBron James en los de 2006.
Tras jugar una temporada en la ABL, regresó al año siguiente a la NBA fichando como agente libre por los Celtics, con los que finalmente se proclamaría campeón de liga, en su tercera aparición en unas finales.

### Entrenador
En 1971 sustituyó nada más comenzar la temporada a Dolph Schayes en el banquillo de los Buffalo Braves de la NBA, logrando 22 victorias y 59 derrotas. En 1974 se hizo cargo del banquillo de su alma mater, el Canisius College, donde permaneció 3 temporadas, logrando 28 victorias y 49 derrotas.

## Estadísticas de su carrera en la NBA

### Temporada regular
| Temporada | Edad | Equipo            | Liga | P   | TIT | MIN  | TC  | TCA  | %TC  | 3P | 3PA | %3P | TL  | TLA | %TL  | R.OF. | R.DEF. | REB | ASIS | ROB | TAP | PER | FP  | PTS  |
| 1956-57   | 22   | Rochester Royals  | NBA  | 72  |     | 21.7 | 2.4 | 6.4  | .376 |    |     |     | 1.8 | 2.7 | .674 |       |        | 2.8 | 1.5  |     |     |     | 1.8 | 6.6  |
| 1958-59   | 24   | Cincinnati Royals | NBA  | 47  |     | 38.9 | 5.2 | 14.0 | .373 |    |     |     | 2.5 | 3.7 | .667 |       |        | 4.8 | 4.8  |     |     |     | 3.4 | 12.9 |
| 1959-60   | 25   | St. Louis Hawks   | NBA  | 75  |     | 31.8 | 3.2 | 9.7  | .329 |    |     |     | 2.0 | 3.0 | .659 |       |        | 4.0 | 4.4  |     |     |     | 3.1 | 8.4  |
| 1960-61   | 26   | St. Louis Hawks   | NBA  | 79  |     | 31.9 | 3.4 | 9.4  | .357 |    |     |     | 1.5 | 2.9 | .540 |       |        | 4.1 | 5.4  |     |     |     | 3.4 | 8.3  |
| 1961-62   | 27   | St. Louis Hawks   | NBA  | 15  |     | 22.2 | 1.2 | 4.9  | .247 |    |     |     | 0.8 | 1.8 | .444 |       |        | 3.7 | 4.7  |     |     |     | 3.3 | 3.2  |
| 1963-64   | 29   | Boston Celtics    | NBA  | 28  |     | 7.4  | 0.6 | 1.7  | .333 |    |     |     | 0.2 | 0.5 | .385 |       |        | 1.3 | 0.9  |     |     |     | 1.5 | 1.3  |
| Total     |      |                   | NBA  | 316 |     | 27.9 | 3.0 | 8.6  | .353 |    |     |     | 1.7 | 2.7 | .622 |       |        | 3.6 | 3.7  |     |     |     | 2.8 | 7.8  |

### Playoffs
| Temporada | Edad | Equipo          | Liga | P  | MIN | TCA | TC  | 3PA | 3P | TLA | TL | R.OF. | REB | ASIS | ROB | TAP | PER | FP | PTS | %TC   | %3P | %FT  | MIN  | PTS | REB | AST |
| 1959-60   | 25   | St. Louis Hawks | NBA  | 14 | 566 | 43  | 106 |     |    | 27  | 36 |       | 64  | 98   |     |     |     | 49 | 113 | .406  |     | .750 | 40.4 | 8.1 | 4.6 | 7.0 |
| 1960-61   | 26   | St. Louis Hawks | NBA  | 12 | 236 | 19  | 55  |     |    | 6   | 9  |       | 31  | 33   |     |     |     | 29 | 44  | .345  |     | .667 | 19.7 | 3.7 | 2.6 | 2.8 |
| 1963-64   | 29   | Boston Celtics  | NBA  | 1  | 8   | 1   | 1   |     |    | 0   | 0  |       | 1   | 1    |     |     |     | 0  | 2   | 1.000 |     |      | 8.0  | 2.0 | 1.0 | 1.0 |
| Total     |      |                 | NBA  | 27 | 810 | 63  | 162 |     |    | 33  | 45 |       | 96  | 132  |     |     |     | 78 | 159 | .389  |     | .733 | 30.0 | 5.9 | 3.6 | 4.9 |

## Fallecimiento
Falleció en Búfalo a los ochenta y seis años el 10 de mayo de 2020.